# Cuaderna vía
La cuaderna vía es el tipo de estrofa de la métrica española utilizada por el Mester de clerecía, escuela narrativa medieval que surgió alrededor del siglo XIII y de la que Gonzalo de Berceo y Juan Ruiz arcipreste de Hita fueron los primeros escritores conocidos.
Denominada también tetrástrofo monorrimo, se compone de cuatro versos alejandrinos, es decir, de catorce sílabas, con rima consonante uniforme (monorrimo), repartidos en dos hemistiquios de siete sílabas, con pausa o cesura entre ellos. El esquema métrico es: 
1.ª A14 (7+7)
2.ª A14 (7+7)
3.ª A14 (7+7)
4.ª A14 (7+7)
Su nombre proviene del quadrivium (del latín ‘cuatro caminos’), referido a las cuatro ciencias que constituían la base de los estudios medievales y que provenían de los pitagóricos. Los clérigos o sabios que escribían en cuaderna vía habían cursado los altos estudios de entonces, la educación superior derivada del quadrivium. El arte de la cuaderna vía es variable.

## Denominación
Recibe su nombre del Libro de Alexandre, primera obra en castellano en cuaderna vía:
Mester traygo fermoso, non es de joglaria
mester es sen pecado, ca es de clerecía 
Fablar curso rimado por la cuaderna vía
a síllabas cuntadas, ca es grant maestría.
(Segunda estrofa del Libro de Alexandre, edición crítica de Francisco Marcos Marín).
Con esta denominación, quaderna via, el autor anónimo del Libro de Alexandre se refiere al Quadrivium o estudios superiores en la Edad Media, constituidos por cuatro materias o vías (música, matemáticas, geometría y aritmética), frente a los conocimientos del Trivium, de tres materias: gramática, retórica y dialéctica.
De la misma estrofa procede también la denominación "Mester de clerecía".

## Evolución
De acuerdo con Alan Deyermond, la cuaderna vía es una adaptación del alejandrino francés, si bien otros críticos han señalado la influencia de la poesía latina francesa del siglo XII, aunque, de hecho, la cuarteta monorrima de alejandrinos era una estrofa conocida a lo largo de la Romania desde mediados del siglo XII: en ella se escribieron obras como el francés Poème moral (1200) y los Proverbia super natura feminarum (ca. 1150), de origen veneciano, y fue frecuentada por autores como Bonvesin de la Riva (la Disputatio rosae cum viola o el Libro delle tre scritture), quizá el más directo predecesor de Dante Alighieri. 
Para Menéndez Pelayo el origen del verso alejandrino sí que es de ascendencia francesa y matiza que la estrofa está en relación con la utilizada por la literatura latina medieval goliardesa, una especie de cuaderna vía, aunque con versos de doce sílabas.
Lo mismo opinan Angelo Marchese y Joaquín Forradellas para quienes el origen parece estar ligado a la Vagantenstrophe usada por los goliardos.
Se trata, pues, de una suerte de poesía narrativa y didáctica de amplia circulación en la Romania desde mediados del siglo XII, y su aparición en Castilla en el siglo XIII conlleva el desarrollo del denominado Mester de clerecía. Probablemente se debe al influjo francés ejercido sobre los Estudios Generales de Palencia —considerada primera universidad castellana—, en donde estudió Gonzalo de Berceo, y adonde acudieron maestros franceses para impartir sus conocimientos.
La primera obra en castellano que utiliza la cuaderna vía es el anónimo Libro de Alexandre, poema narrativo con múltiples digresiones didácticas que narra la vida, hazañas y muerte de Alejandro Magno.
Gonzalo de Berceo, primer poeta en castellano de nombre conocido, utiliza la cuaderna vía en sus poemas hagiográficos, marianos y de doctrina cristiana:Vida de San Millán, Milagros de nuestra Señora, Del sacrificio de la misa, etc.
En las primeras obras del Mester de clerecía, aquellas producidas entre 1225 y 1265, la cuaderna vía mantiene su regularidad métrica. 
Posteriormente y, sobre todo, en el siglo XIV, las irregularidades afectan tanto a la rima como al cómputo silábico.  Así se tiende al hemistiquio octosílabo, lo que implica un verso de dieciséis sílabas; y se admite la sinalefa, la cual repercute en el nivel rítmico y lingüístico ya que el ritmo se hace más fluido.
El Libro de Buen Amor está compuesto en un ochenta por ciento en cuaderna vía, si bien se sustituye a menudo la consonancia por la asonancia y los versos alejandrinos por los de dieciséis sílabas. 
En el Libro de miseria de omne se sustituye el alejandrino por el verso de dieciséis sílabas.
Por otra parte, y en este siglo, la estrofa extendió su uso incluso al género del epitafio, pues el del obispo Sancho de Ávila, compuesto hacia 1332, la usa:
Don Sancho, obispo de Ávila, como señor honrado, / dio muy buen ejemplo, como fue buen prelado. / Fizo este monasterio, de San Benito llamado, / y diole muy grandes algos, por do es sustentado.

## Obras en cuaderna vía
Siglo XIII:
- Libro de Alexandre
- Libro de Apolonio
- Poema de Fernán González, refundición en cuaderna vía de un cantar de gesta
- Castigos y ejemplos de Catón
- Obras de Gonzalo de Berceo:
  - Hagiografías: Vida de San Millán, Vida de Santa Oria, Vida de Santo Domingo de Silos, Martirio de San Lorenzo
  - Poemas Marianos: Milagros de Nuestra Señora, Loores de Nuestra Señora, Duelo de la Virgen María
  - De doctrina cristiana: Signos que aparecerán antes del Juicio y Del sacrificio de la Misa.

Siglo XIV:
- Proverbios morales del rabino Sem Tob (o Santob).
- Vida de San Ildefonso, escrita por el beneficiado de Úbeda
- Proverbios del sabio Salomón, anónima
- Tratados de la doctrina cristiana, de Pedro de Beragüe
- Rimado de Palacio de Pedro López de Ayala, canciller de Castilla e historiador.
- Libro de buen amor de Juan Ruiz, Arcipreste de Hita
- Libro de miseria de omne, anónima
- Poema de Yusuf, anónima